# قائمة من حملوا لقب ملك سوريا

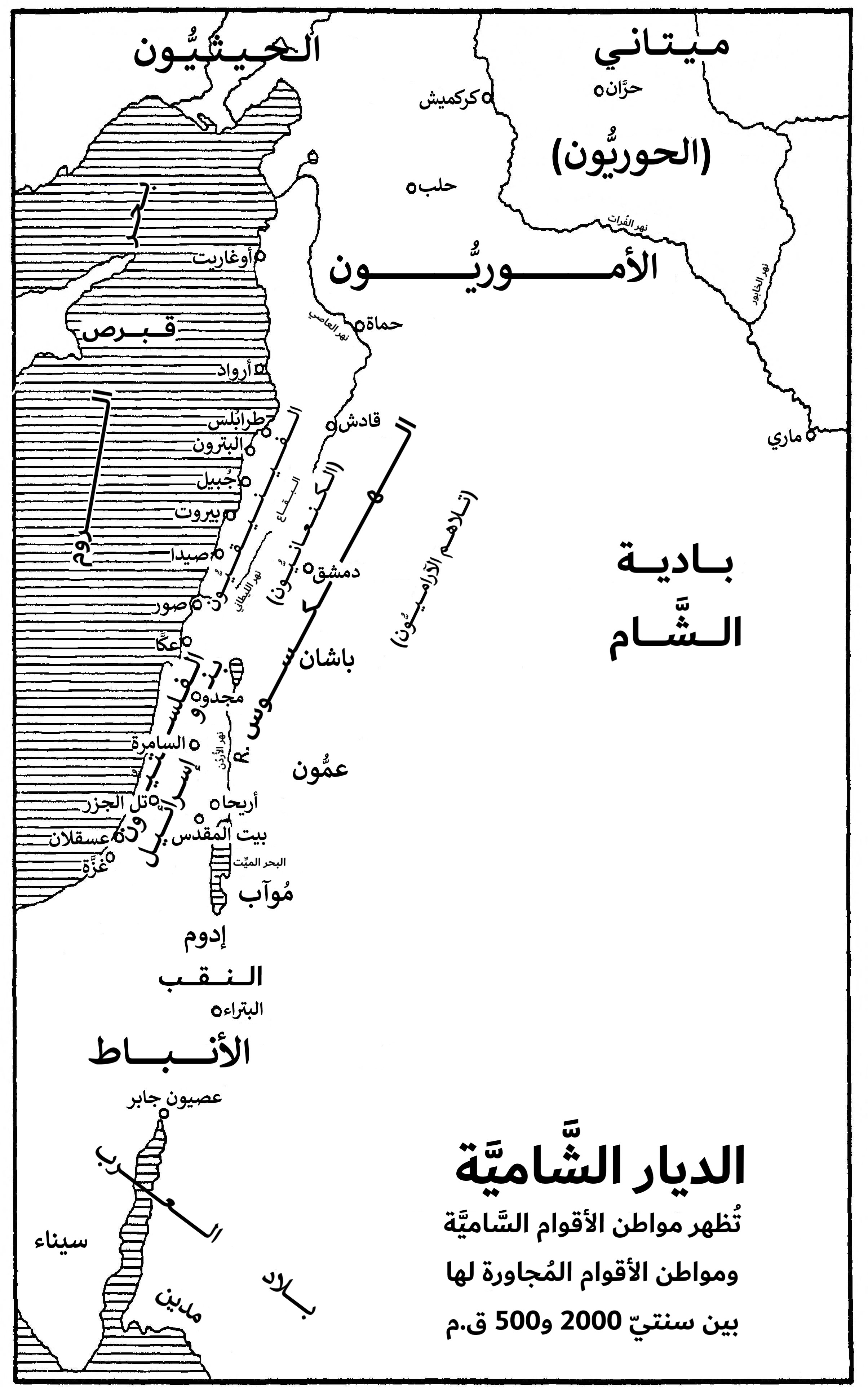
منطقة سوريا

ظهر لقب ملك سوريا في القرن الثاني قبل الميلاد نسبة إلى الملوك السلوقيين الذين حكموا كامل منطقة سوريا. كما استخدم للإشارة إلى الملوك الآراميين في الترجمات اليونانية للعهد القديم، وذلك للإشارة بشكل رئيسي إلى ملوك آرام-دمشق. بعد هزيمة الدولة العثمانية في الحرب العالمية الأولى أصبحت منطقة سوريا الكبرى تحت حكم فرنسا والمملكة المتحدة والأمير فيصل -نيابةً عن والده الملك الحسين ملك المملكة الحجازية الهاشمية- الذي دخل دمشق على رأس الجيش العربي وأُعلن ملكًا على المملكة العربية السورية في 8 مارس 1920. استمر حكم فيصل الأول بضعة أشهر قبل أن تطيح به فرنسا في 25 يوليو 1920 ويتوقف استخدام اللقب.

## خلفية
ظهر مصطلح سوريا لأول مرة في القرن الخامس قبل الميلاد، وذلك للإشارة إلى المنطقة الممتدة ما بين الأناضول ومصر بشكل عام. ومع قدوم الفترة الهلنستية، استخدم اليونانيون وسلالتهم السلوقية مصطلح «سوريا» للإشارة إلى المنطقة الواقعة بين البحر الأبيض المتوسط والفرات. وكان يستخدم الاسم للإشارة إلى المنطقة خلال العصر الحديدي (وانتهى استخدامه عام 586 قبل الميلاد).

## قائمة الملوك

### السلالة السلوقية
وفقاً للمؤرخ اليوناني بوليبيوس، أنشأ الملك أنتيغونوس الأول مونوفثالموس المملكة السورية التي ضمت سوريا الجوفاء. هزم الملك السلوقي أنطيوخس الثالث الكبير المملكة البطلمية في معركة بانيوم عام (200 قبل الميلاد)؛ واستولى على الأراضي السورية التي كانت تحت سيطرة مصر (سوريا الجوفاء) وضمها إلى أراضيه السورية، وبذلك سيطر على سوريا بأكملها. ابتداءً من القرن الثاني قبل الميلاد، بدأ الكتاب القدماء، مثل بوليبيوس وبوسيدونيوس، يشيرون إلى الحاكم السلوقي على أنه ملك سوريا. يُقدَّم الدليل على استخدام الملوك لهذا اللقب من خلال نقش أنتيجونوس بن مينوفيلوس، الذي وصف نفسه بأنه «أمير البحار الإسكندر ملك سوريا» (يشير الإسكندر إما إلى الإسكندر الأول بالاس أو الإسكندر زابيناس الثاني).
| #  | الاسم ومدة الحياة (ق.م)                 | فترة الحكم            | الزوجة ومدة الحياة                               | الآباء والأمهات، المشاركين في الحكم، والملاحظات | صورة |
| -- | --------------------------------------- | --------------------- | ------------------------------------------------ | --- | ---- |
| 1  | أنطيوخس الثالث الكبير (241–187)         | 200-187               | لاوديس الثالث (200-187 ق.م) يوبويا (191-187 ق.م) | - ابن سلوقس الثاني كالينيكوس ولاوديس الثاني. وعيّن ابنه الأكبر أنطيوخس، الذي سبقه بالموت، شريكًا في الملك. - اتهمت الزوجة الثانية لأنطيوخس الثالث بالمشاركة في العمل العدائي لبوليبيوس والقصة محل نقاش. |      |
| 2  | سلوقس الرابع فيلوباتور (218-175)        | 187-175               | لاوديس الرابع [الإنجليزية] (187-175 ق.م)         | ابن أنطيوخس الثالث ولاوديس الثالث. تزوج من لاوديس الرابعة، أرملة أخيه أنطيوخس. |      |
| 3  | أنطيوخس (180-170)                       | 175-170               | أعزب                                             | ابن سلوقس الرابع ولاوديس الرابع. وكان الوزير هليودورس يتمتع بسلطة حقيقية، ثم عين أنطيوخس ملكًا مشاركًا من قبل عمه أنطيوخس الرابع.                                                                       |      |
| 4  | أنطيوخس الرابع إبيفانيس (215–164)       | 175-164               | لاوديس الرابع (175 – 164 ق.م)                    | ابن أنطيوخس الثالث ولاوديس الثالث. تزوج من أرملة أخيه. |      |
| 5  | أنطيوخس الخامس يوباتور (172-161)        | 164-162               | أعزب                                             | ابن أنطيوخس الرابع إبيفانيس وربما لاوديس الرابع. كان الوصي على العرش ليسياس يتمتع بالسلطة الفعلية. |      |
| 6  | ديمتريوس الأول سوتر (187-150)           | 162-150               | (-)                                              | ابن سلوقس الرابع ولاوديس الرابع. ربما تزوج من أخته لاوديس الخامس، الزوجة السابقة لبيرسيوس المقدوني.                                                                                                   |      |
| 7  | أنطيوخس                                 | 150                   | (غير معروف)                                      | معروف من العملة المسكوكة في نفس العام الذي فقد فيه ديمتريوس عرشه؛ هويته متروكة للتكهنات. |      |
| 8  | الإسكندر الأول بالاس (-145)             | 150-145               | كليوباترا ثيا (150-145 ق.م)                      | ادعى أنه ابن أنطيوخس الرابع. من الممكن أن يكون ابنًا غير شرعي لأنطيوخس من محظية تدعى أنطيوخس. |      |
| 9  | ديمتريوس الثاني نيكاتور (-125)          | 145-138 (العهد الأول) | كليوباترا ثيا (145-138)                          | - ابن ديمتريوس الأول وربما لاوديس الخامس. - العهد الأول؛ طلق بطليموس السادس فيلوميتور ابنته كليوباترا ثيا من الإسكندر الأول وزوجها بديمتريوس.                                                         |      |
| 10 | أنطيوخس السادس ديونيسوس (148 – 142/141) | 144-142/141           | أعزب                                             | ابن الإسكندر الأول وكليوباترا ثيا. أُعلنً ملكاً على ديمتريوس من قبل الجنرال ديودوتوس تريفون الذي كان يتمتع بالسلطة الفعلية وقتل أنطيوخس في النهاية.                                                      |      |

## غير السلالات
ديودوتوس تريفون، الذي عارض ديمتريوس الثاني برفع أنطيوخس السادس إلى العرش، قتل تلميذه وأعلن نفسه ملكًا حتى عام 138 عندما وحد السلوقيون سوريا مرة أخرى.
| رقم | الملك ومدة الحياة          | فترة الحكم      | الزوجة ومدة الحياة | الآباء والأمهات، المشاركين في الحكم، والملاحظات                                                                       | صورة |
| --- | -------------------------- | --------------- | ------------------ | --- | ---- |
| 1   | ديودوتوس تريفون (-138 ق.م) | 142/141-138 ق.م | (-)                | - يعود تاريخ آخر عملاتة المعدنية إلى عام 138 قبل الميلاد، ولكن يحتمل أن فترة حكمه كانت حتى أوائل عام 137 قبل الميلاد. |      |

## السلالة السلوقية
| رقم | الملك ومدة الحياة                          | فترة الحكم                    | الزوجة ومدة الحياة          | الآباء والأمهات، المشاركين في الحكم، والملاحظات                                                       | صورة |
| --- | ------------------------------------------ | ----------------------------- | --------------------------- | --- | ---- |
| 1   | أنطوكس السابع سيديتس (-129 ق.م )           | 138-129 ق.م                   | كليوباترا ثيا (138-129 ق.م) | - ابن ديمتريوس الأول وربما لاوديكس الخامس. تزوج زوجة أخيه ديمتريو الثاني بعد أن وقع في أسر البارتيين. |      |
| 2   | ديمتريوس الثاني نيكاتور (-125 ق.م)         | 129-125 ق.م (المملكة الثانية) | كليوباترا ثيا (129-125 ق.م) | - تحرر من أسر البارتيون واستعاد عرشه وزوجته بعد وفاة أخيه أنتيوخوس السابع في معركة ضد بارثيا.         |      |
| 3   | أنطوكوس الثامن جريبوس (-96 ق.م)            | 128 ق.م (المملكة الأولى)      | (-)                         | - ابن ديمتريوس الثاني وكليوباترا ثيا. رُفعته والدته إلى ملك في محاولة لتحقيق سلطتها.                   |      |
| 4   | الإسكندر الثاني زابيناس (-123 ق.م الميلاد) | 128-123 ق.م                   | (-)                         | - ادعى أنه من أصل سلوقي. تمرد على ديمتريوس الثاني وأعلن نفسه ملكًا.                                    |      |

## الأسرة البطلمية
| رقم | الملك ومدة الحياة           | فترة الحكم  | الزوجة ومدة الحياة | الآباء والأمهات، المشاركين في الحكم، والملاحظات | صورة |
| --- | --------------------------- | ----------- | ------------------ | --- | ---- |
| 1   | كليوباترا ثيا (165-121 ق.م) | 125-121 ق.م | (-)                | - ابنة بطليموس السادس وكليوباترا الثانية ملك مصر. - تولت كليوباترا ثيا السلطةبنفسها؛ تخلت عن زوجها ديمتريوس الثاني ورتبت لقتله عام 125 قبل الميلاد. |      |

## السلالة السلوقية
| رقم | الملك ومدة الحياة                             | فترة الحكم                | الزوجة ومدة الحياة                                                          | الآباء والأمهات، المشاركين في الحكم، والملاحظات                                                                                          | صورة |
| --- | --------------------------------------------- | ------------------------- | --------------------------------------------------------------------------- | --- | ---- |
| 1 | سلوقس ضد فيلوميتور (-125 ق.م)                 | 125 ق.م                   | (-)                                                                         | - ابن ديمتريوس الثاني وكليوباترا ثيا. - أعلن نفسه ملكا بعد مقتل والده ضد رغبات والدته التي قتلته.                                        |      |
| 2 | أنطيوخس الثامن غريبوس (-96 ق.م)               | 125-96 ق.م (العهد الثاني) | تريفينا (124-111 قبل الميلاد) كليوباترا سيلين (103-96 قبل الميلاد)          | - بسبب السخط الناجم عن أن تصبح ملكة حاكمة ، رفعت كليوباترا ثيا أنطيوخس الثامن كملك مشارك.                                                |      |
| 3 | أنطيوخس التاسع سيزيسينوس (-95 قبل الميلاد)    | 114-95 قبل الميلاد        | كليوباترا الرابعة (114-112 قبل الميلاد) كليوباترا سيلين (96-95 قبل الميلاد) | - ابن أنطيوخس السابع وكليوباترا ثيا. - قام ضد أنطيوخس الثامن بمساعدة كليوباترا الرابعة.                                                  |      |
| توفي أنطيوخس الثامن عام 96 قبل الميلاد وتبعه أنطيوخس التاسع عام 95 قبل الميلاد; أصبحت البلاد متورطة في حرب أهلية قاتل فيها أبناء أنطيوخس الثامن الخمسة وأحفاد أنطيوخس التاسع فيما بينهم. التسلسل الزمني لجميع هؤلاء الملوك إشكالية وغامضة بشكل خاص فيما يتعلق بخلفاء سلوقس السادس. |                                               |                           |                                                                             | |      |
| 4 | ديمتريوس الثالث يوكايروس (-88 قبل الميلاد)    | 96-88 قبل الميلاد         | (-)                                                                         | - ابن أنطيوخس الثامن وتريفينا. - أعلن الملك في دمشق.                                                                                     |      |
| 5 | سلوقس السادس إبيفانيس (-94 / 93 قبل الميلاد)  | 96-94 / 93 قبل الميلاد    | (-)                                                                         | - ابن أنطيوخس الثامن وتريفينا. هزم أنطيوخس التاسع لكنه سرعان ما قتل.                                                                     |      |
| 6 | أنطيوخس العاشر يوزيبس ( –92)                  | 95-92 قبل الميلاد         | كليوباترا سيلين (95-92 قبل الميلاد)                                         | - ابن أنطيوخس التاسع، أمه هي زوجة ابيه الأولى، لم يتم التعرف على اسمها حتى الآن. - انتقم من والده وقتل سلوقس السادس. وتزوج من زوجة أبيه. |      |
| 7 | أنطيوخس الحادي عشر إبيفانيس (-93 قبل الميلاد) | 94-93 قبل الميلاد         | (-)                                                                         | - ابن أنطيوخس الثامن وتريفينا. قتل على يد أنطيوخس العاشر.                                                                                |      |
| 8 | فيليب الأول فيلادلفوس (-83 قبل الميلاد)       | 94-84 / 83 قبل الميلاد    | (-)                                                                         | - ابن أنطيوخس الثامن وتريفينا. تولى العرش مع توأمه أنطيوخس الحادي عشر.                                                                   |      |
| 9 | أنطيوخس الثاني عشر ديونيسوس (-84 قبل الميلاد) | 87-84 / 83 قبل الميلاد    | (-)                                                                         | - ابن أنطيوخس الثامن وتريفينا. حكم فقط في دمشق.                                                                                          |      |

## سلالة طلموي
| رقم | الملك ومدة الحياة                 | فترة الحكم | الزوجة ومدة الحياة | الآباء والأمهات، المشاركين في الحكم، والملاحظات | صورة |
| --- | --------------------------------- | ---------- | ------------------ | --- | ---- |
| 1   | كليوباترا سيلين (135/130–69 ق.م.) | 83-69 ق.م  | (-)                | - ابنة بطليموس الثامن وزوجته كليوباترا الثالثة ملكة مصر. - أعلنت كليوباترا سيليني ابنها أنطيوخس الثالث عشر ملكًا بعد وفاة كل من أنطيوخس الثاني عشر وفيليب الأول؛ يبدو أنها نصبت نفسها حاكمًا مشاركًا. |      |

## السلالة السلوقية
| رقم | الملك ومدة الحياة                              | فترة الحكم                            | الزوجة ومدة الحياة | الآباء والأمهات، المشاركين في الحكم، والملاحظات                                              | صورة |
| --- | ---------------------------------------------- | ------------------------------------- | ------------------ | -------------------------------------------------------------------------------------------- | ---- |
| 1   | أنطيوخس الثالث عشر الآسيوي (94-63 قبل الميلاد) | 83 أو 83-74 قبل الميلاد (العهد الأول) | (-)                | - ابن أنطيوخس العاشر وكليوباترا سيلين. - ربما كان له أخ، سلوقس السابع فيلوميتر، كحاكم مشارك. |      |

## سلالة ارتكسياد
| رقم | الملك ومدة الحياة                   | فترة الحكم   | الزوجة ومدة الحياة | الآباء والأمهات، المشاركين في الحكم، والملاحظات | صورة |
| --- | ----------------------------------- | ------------ | ------------------ | --- | ---- |
| 1   | تيغرانس العظيم (140-55 قبل الميلاد) | 83/74-69 ق.م | (-)                | - ملك أرمينيا غزا سوريا؛ سنة الغزو مازالت محل خلاف وتُعطى تقديريا بـ 83 قبل الميلاد بناءً على حساب أبيان. ويحتمل أن يكون تاريخ الغزو في، حوالي 74 قبل الميلاد. استولى الملك الأرمني على كليوباترا سيليني وقتلها عام 69 قبل الميلاد، وقد أجبره الرومان على إخلاء سوريا في نفس العام. |      |

## السلالة السلوقية
| رقم | الملك ومدة الحياة                               | فترة الحكم                       | الزوجة ومدة الحياة | الآباء والأمهات، المشاركين في الحكم، والملاحظات                                                  | صورة |
| --- | ----------------------------------------------- | -------------------------------- | ------------------ | ------------------------------------------------------------------------------------------------ | ---- |
| 1   | أنطيوخس الثالث عشر الآسيوي (94-63 قبل الميلاد)  | 69-67 قبل الميلاد (العهد الثاني) | (-)                | عين الجنرال الروماني بومبي أنطيوخوس ملكًا بعد رحيل تيغران.                                        |      |
| 2   | فيليب الثاني فيلورومايوس (- بعد 57 قبل الميلاد) | 67-65 قبل الميلاد                | (-)                | ابن فيليب الأول. أُعلنه أهل أنطاكية ملكًا، بعد أن قبض سامبسيسيراموس الأول على أنطيوخس الثالث عشر.  |      |
| 3   | أنطيوخس الثالث عشر الآسيوي (94-63 قبل الميلاد)  | 65-64 قبل الميلاد (العهد الثالث) | (-)                | أطلق سراحه من بعد آسره، وحكم لمدة عام واحد قبل أن يطيح به بومبيوس الذي ضم سوريا كمقاطعة رومانية. |      |

## السلالة الأنطونية
| رقم | الملك ومدة الحياة                         | فترة الحكم        | الزوجة ومدة الحياة | الآباء والأمهات، المشاركين في الحكم، والملاحظات                                          | صورة |
| --- | ----------------------------------------- | ----------------- | ------------------ | ---------------------------------------------------------------------------------------- | ---- |
| 1   | بطليموس فيلادلفوس (36-بعد 30 قبل الميلاد) | 34-30 قبل الميلاد | (-)                | ابن مارك أنطونيو وكليوباترا السابعة من مصر. أُعلن ملكاً على سوريا في أثناء هبة الإسكندرية. |      |

## السلالة الهاشمية
في 8 مارس 1920 أعلن الأمير فيصل من آل هاشم نفسه ملكًا على المملكة العربية السورية بدعم من المؤتمر السوري العام، وانهارت المملكة في 24 يوليو من نفس العام.
| رقم | الملك ومدة الحياة                   | فترة الحكم                  | الزوجة ومدة الحياة                           | علم | الآباء والأمهات، المشاركين في الحكم، والملاحظات | صورة |
| --- | ----------------------------------- | --------------------------- | -------------------------------------------- | --- | ----------------------------------------------- | ---- |
| 1   | فيصل (20 مايو 1885 – 8 سبتمبر 1933) | 8 مارس 1920 – 24 يوليو 1920 | حزيمة بنت ناصر (8 مارس 1920 – 24 يوليو 1920) |     | - ابن الحسين بن علي وعابدية بنت عبد الله مكة.   |      |

## استخدام العهد القديم للملوك الآراميين
في الترجمة الأولى للعهد القديم إلى اليونانية المكتوبة خلال القرن الثالث قبل الميلاد (وتسمى الترجمة السبعينية)، غالبًا ما تمت ترجمة الآرام والآراميين إلى سوريا والسوريين؛ إضافة للإشارة إلى الملك باسم ملك سوريا، وقد ورد ذلك في العديد من الترجمات الإنجليزية. آرام في العهد القديم العبري وسوريا في الترجمة تدلا على مملكة آرام-دمشق في أغلب المكتوبات. في بعض الترجمات، أشارت إلى المناطق الآرامية الأخرى أيضًا باسم سوريا. من وجهة نظر إدوارد جليني، فإن تقديم سوريا لآرام يمكن تفسيره بالتحيز ضد سوريا، حيث أنه في وقت الترجمة، كانت سوريا تنتمي إلى السلوقيين، العدو الرئيسي لليهود؛ وكانت آرام دمشق عدوة اليهود خلال ذروة العصر الحديدي في القرن التاسع قبل الميلاد.

### الملوك الآراميون يشار إليهم بـ "ملوك سوريا"
| رقم | الملك ومدة الحياة | فترة الحكم               | ملاحظات                                                                                        | صورة |
| --- | ----------------- | ------------------------ | ---------------------------------------------------------------------------------------------- | ---- |
| 1   | ريزون             | القرن العاشر قبل الميلاد | - مذكور بأنه «أحد الملوك الذين حكموا سورية» - وسمي أيضاً «عزرون»، والمعروف فقط من العهد القديم. |      |
| 2   | هيزيون            | القرن العاشر قبل الميلاد | أطلق عليه اسم «حازب». معروف فقط من العهد القديم.                                               |      |
| 3   | بن حداد آي        | (-)                      | معروف فقط من العهد القديم.                                                                     |      |
| 4   | بنهدد الثاني      | (-)                      | ساوى العديد من علماء اليهود بينه وبين أداد إدري الذي ورد ذكره في المصادر الآشورية.             |      |
| 5   | حزائيل            | 842-800 ق.م              | يوصف في السجلات الآشورية بأنه ليس «ابن لأحد».                                                  |      |
| 6   | بنهدد الثالث      | (-)                      | الملك الوحيد الذي ذكر باسم «بنهدد» سواء في العهد القديم أو في المصادر غير الكتابية.            |      |
| 7   | رزين              | 750-733 ق.م              | يعرف في النقش الآشوري باسم رقيان.                                                              |      |

## ملحوظات
1. ↑  أصبح أنطيوخس أبن أنطيوخس الثالث ملكًا مشاركًا عام 209 قبل الميلاد وتوفي عام 193 قبل الميلاد.[11]
2. ↑  لا يوجد سبب للاعتقاد بأن لاوديس الثالثة سقطت من النعمة لأنها نجت من زوجها وتم تكريمها طوال فترة حكمه وعهد خلفائه.[12]  لم ينخرط الملوك السلوقيون في تعدد الزوجات، وحتى الروايات الأكثر عدائية، بصرف النظر عن العمل الدعائي لبوليبيوس، لا تتهم أنطيوخس الثالث بهذا الفعل.[12] بول ج. كوسمين يقترح حلاً لمشكلة زوجة أنطيوخس الثانية؛  وفقًا لبوليبيوس، كان إيوبوا اسمًا أطلقه أنطيوخس على زوجته الثانية وهو اسم الجزيرة. ومن هنا يرى كوزمين أن أنطيوخس بزواجه من هذه الفتاة يعني أنه يتزوج الفتاة التي أصبحت الجزيرة رمزًا لها.[12]
3. ↑  وكان أنطيوخس طفلاً يبلغ من العمر 4 أو 5 سنوات عندما اعتلى العرش.[16] ربما يكون هليودوروس قد قتل سلوقس الرابع،[15] قبل أن يزيحه أنطيوخس الرابع الذي احتفظ بابن أخيه كملك مشارك قبل أن يقتله عام 170 قبل الميلاد.[17]
4. ↑  فريتز هيشلهايم اقترح ثلاثة احتمالات: أنطيوخس كان ابن ديمتريوس الأول أنتيجونوس الذي اتخذ اسم الأسرة الحاكمة أنطيوخس،[24] وهو متظاهر، أو الابن الأصغر لديمتريوس الأول أنطيوخس السابع، بيلينجر اعتبر اقتراح أنطيوخس السابع هو الأكثر مصداقية.[25]
5. ↑  أبيان يُدعى بالاس ألكسندروس نوثوس (الإسكندر اللقيط)؛  ربما كان هو سبب الشكوك التي أبداها الكتاب القدماء فيما يتعلق بأبوة الإسكندر.[29]
6. ↑  وضع فلافيوس مقتل أنطيوخوس بعد نهاية عهد ديمتريوس الثاني الأول ووضع ديودور الصقلي اغتصاب ديودوتوس تريفون في السنة القنصلية 138 ق.م. ومع ذلك، فإن آخر العملات المعدنية المسكوكة باسم أنطيوخس تعود إلى عام 142/141 قبل الميلاد، مما يشير إلى أنه قُتل في ذلك الوقت تقريبًا.[33]
7. ↑  اختلق الإسكندر سلسلة نسب قدمته على أنه ابن الإسكندر الأول بالاس بحسب بوسيدونيوس، أو الابن المتبنى لأنطيوخس السابع حسب جوستين.[38]
8. ↑  في 124/123 قبل الميلاد,[42] تزوج من تريفينا التي قُتلت عام 111 قبل الميلاد على يد أنطيوخس التاسع.[43][44] بحلول عام 103 قبل الميلاد، تزوج من كليوباترا سيلين، أخت تريفاينا.[45]
9. ↑  ربما انتهى حكمه فعليًا في 89/88 ق.م.[52]
10. ↑  تاريخ وفاة فيليب غير معروف ولكن يُفترض تقليديًا أنه عام 84 أو 83 قبل الميلاد.[55] رغم أن هناك احتمال أنه حكم حتى 75 قبل الميلاد.[56]
11. ↑  في عام 2002، أعلن عالم العملات بريان كريت عن اكتشاف وفك رموز عملة تحمل صورة كليوباترا سيليني وحاكمها المشارك.[62][63] قرأ كريت اسم الحاكم باسم سلوقس فيلوميتور، واستنادًا إلى لقب "فيلوميتور"، الذي يعني محبة الأم، عرّفه على أنه ابن كليوباترا سيليني، الذي لم يذكر اسمه من قبل شيشرون.[64] أعطى كريت للحاكم المكتشف حديثًا الاسم الملكي سلوقس السابع، واعتبر أنه من المحتمل جدًا أن يكون متطابقًا مع كيبيوساكتيس.[65] وقد لاقت قراءة "سلوقس السابع" قبولاً لدى بعض العلماء مثل لويد لويلين جونز ومايكل روي بيرجيس,[66][67] لكن أوليفر دي هوفر رفض قراءة كريت، مشيرًا إلى أن العملة تعرضت لأضرار بالغة وأن بعض الحروف كانت غير قابلة للقراءة؛  قرأ هوفر اسم الملك باسم أنطيوخس وتعرف عليه مع أنطيوخس الثالث عشر.[63]

### فهرس المراجع
1. 1 2  Bryce (2009), p. 680.
2. ↑  Herodotus (1862), p. 126.
3. ↑  Pipes (1992), p. 13.
4. ↑  Mumford (2013), p. 70.
5. ↑  Mahaffy (2014), p. 493.
6. ↑  Kosmin (2014), p. 122.
7. ↑  Austin (2010), p. 652.
8. 1 2  Kosmin (2014), p. 112.
9. ↑  Bunbury (1872), p. 719.
10. ↑  Alten (2017), p. 27.
11. 1 2  Gera (1998), p. 283.
12. 1 2 3 4  Kosmin (2014), p. 137.
13. ↑  Vehlow (2013), p. 145.
14. 1 2  Ogden (2017), p. 241.
15. 1 2 3  Gera (1998), p. 110.
16. ↑  Cook (2004), p. 220.
17. 1 2  Gera (1998), p. 115.
18. ↑  Georganas (2016), p. 106.
19. ↑  Iossif (2007), p. 364.
20. ↑  Hazel (2002), p. 20.
21. 1 2  Hoover (2000), p. 107.
22. ↑  Hazel (2002), p. 73.
23. ↑  Chrubasik (2016), p. 24.
24. ↑  Heichelheim (1944), p. 364.
25. ↑  Bellinger (1945), p. 59.
26. ↑  Bellinger (1945), p. 58.
27. 1 2 3 4 5  Kosmin (2014), p. 22.
28. ↑  Chrubasik (2016), p. 162.
29. ↑  Wright (2011), p. 43.
30. ↑  Ogden (1999), p. 45-46.
31. ↑  Atkinson (2016), p. 29.
32. ↑  Hazel (2002), p. 21.
33. ↑  Atkinson (2016), p. 41.
34. ↑  Atkinson (2016), p. 43.
35. ↑  Hoover (2000), p. 108.
36. 1 2  Atkinson (2012), p. 114.
37. ↑  Houghton (1993), p. 88.
38. 1 2  Shayegan (2003), p. 96.
39. ↑  Burstein (2007), p. 78.
40. ↑  Schürer (2014), p. 133.
41. ↑  McAuley (2017), p. 90.
42. ↑  Brijder (2014), p. 60.
43. ↑  Whitehorne (2002), p. 165.
44. 1 2  Downey (2015), p. 129.
45. ↑  Whitehorne (2002), p. 166.
46. 1 2  Whitehorne (2002), p. 167.
47. ↑  Kosmin (2014), p. 243.
48. ↑  Hoover (2007), p. 284, 289.
49. 1 2 3 4 5 6  Chrubasik (2016), p. XXIV.
50. 1 2  Downey (2015), p. 133.
51. ↑  Hoover (2007), p. 288.
52. ↑  Hoover (2007), p. 294.
53. ↑  Whitehorne (2002), p. 168.
54. 1 2  Houghton (1987), p. 79.
55. 1 2  Hoover (2007), p. 296.
56. ↑  Hoover (2007), p. 298.
57. ↑  Hoover (2007), p. 298, 299.
58. ↑  Llewellyn-Jones (2013), p. 1572.
59. ↑  Bellinger (1949), p. 79.
60. ↑  Burgess (2004), p. 20,21.
61. ↑  Burgess (2004), p. 23, 24.
62. ↑  Kritt (2002), p. 25.
63. 1 2  Hoover (2005), p. 95.
64. ↑  Kritt (2002), p. 27.
65. ↑  Kritt (2002), p. 28.
66. ↑  Llewellyn-Jones (2013), p. 1573.
67. ↑  Burgess (2004), p. 20.
68. ↑  Kritt (2002), p. 27, 28.
69. ↑  Hoover (2007), p. 297.
70. 1 2 3 4  Burgess (2004), p. 24.
71. 1 2  Hoover (2007), p. 299.
72. ↑  Whitehorne (2002), p. 209.
73. ↑  Moubayed (2012), p. 20.
74. ↑  Schafer (2013), p. 245.
75. ↑  Salibi (2006), p. 68.
76. ↑  Flesher (2011), p. 339.
77. 1 2 3  Greene (1993), p. 44.
78. ↑  Clarke (1851), p. 843.
79. ↑  Glenny (2009), p. 152.
80. ↑  Maxwell Miller (1986), p. 214.
81. ↑  Lipiński (2000), p. 369.
82. 1 2  Galvin (2011), p. 90.
83. 1 2  Bryce (2012), p. 178.
84. 1 2 3  Nelson (2014), p. 109.
85. ↑  Dever (2012), p. 363.
86. ↑  Suriano (2007), p. 174.
87. ↑  Kah-Jin Kuan (2016), p. 125.

### المعلومات الكاملة للمراجع
الكتب
- Clarke, Adam (1851) [1831]. The Holy Bible. Containing the Old and New Testaments: the Text, Printed from the Most Correct Copies of the Present Authorized Translation, Including the Marginal Readings and Parallel Texts. With a Commentary and Critical Notes. Designed as a Help to a Better Understanding of the Sacred Writings (بالإنجليزية). H.S. & J. Applegate & Company. Vol. 1: Genesis to Esther. OCLC:312892775.
- Herodotus (1862) [c. 440 BC]. History of Herodotus. A New English Version, Edited with Copious Notes and Appendices, Illustrating the History and Geography of Herodotus, from the Most Recent Sources of Information; and Embodying the Chief Results, Historical and Ethnographical, Which Have Been Obtained in the Progress of Cuneiform and Hieroglyphical Discovery (بالإنجليزية). Translated by Rawlinson, George. John Murray. Vol. 1. OCLC:833767387.
- McClintock, John; Strong, James (1867). Cyclopaedia of Biblical, Theological, and Ecclesiastical Literature. Studies in the Aramaic Interpretation of Scripture (بالإنجليزية). Harper & Brothers Publishers. Vol. 1. OCLC:174522454.
- Bunbury, Edward Herbert (1872). "Laodice". In Smith, William (ed.). A Dictionary of Greek and Roman Biography and Mythology (بالإنجليزية). John Murray. Vol. II. OCLC:9176630.
- Maxwell Miller, James (1986). A History of Ancient Israel and Judah (بالإنجليزية). Westminster John Knox Press. ISBN:978-0-664-21262-9.
- Pipes, Daniel (1992) [1990]. Greater Syria: The History of an Ambition (بالإنجليزية). Oxford University Press. ISBN:978-0-195-36304-3.
- Greene, Joseph A. (1993). "Aram". In Metzger, Bruce M.; Coogan, Michael David (eds.). The Oxford Companion to the Bible (بالإنجليزية). Oxford University Press. ISBN:978-0-199-74391-9.
- Gera, Dov (1998). Judaea and Mediterranean Politics: 219 to 161 B.C.E. Brill's Series in Jewish Studies (بالإنجليزية). Brill. Vol. 8. ISBN:978-9-004-09441-3. ISSN:0926-2261.
- Ogden, Daniel (1999). Polygamy, Prostitutes and Death: The Hellenistic Dynasties (بالإنجليزية). Duckworth with the Classical Press of Wales. ISBN:978-0-715-62930-7.
- Lipiński, Edward (2000). The Aramaeans: Their Ancient History, Culture, Religion. Orientalia Lovaniensia Analecta (بالإنجليزية). Peeters Publishers & Department of Oriental Studies, Leuven. Vol. 100. ISBN:978-9-042-90859-8. ISSN:0777-978X.
- Whitehorne, John (2002) [1994]. Cleopatras (بالإنجليزية). Routledge. ISBN:978-0-415-05806-3.
- Hazel, John (2002) [2000]. Who's Who in the Greek World (بالإنجليزية). Routledge. ISBN:978-1-134-80224-1.
- Cook, John Granger (2004). The Interpretation of the Old Testament in Greco-Roman Paganism. Studien und Texte zu Antike und Christentum (بالإنجليزية). Mohr Siebeck. Vol. 23. ISBN:978-1-107-16478-9. ISSN:1436-3003.
- Sartre, Maurice (2005). The Middle East Under Rome (بالإنجليزية). Harvard University Press. ISBN:978-0-674-01683-5.
- Spawforth, Tony (2006). "Macedonian Times: Hellenistic Memories in the Provinces of the Roman Near East". In Konstan, David; Saïd, Suzanne (eds.). Greeks on Greekness: Viewing the Greek Past Under the Roman Empire. Cambridge Classical Journal. Supplementary Volumes (بالإنجليزية). Cambridge Philological Society. Vol. 29. ISBN:978-0-906-01428-8.
- Salibi, Kamal S. (2006) [1993]. The Modern History of Jordan (بالإنجليزية). I.B.Tauris. ISBN:978-1-860-64331-6.
- Burstein, Stanley Mayer (2007) [2004]. The Reign of Cleopatra (بالإنجليزية). University of Oklahoma Press. ISBN:978-0-806-13871-8.
- Bryce, Trevor (2009). The Routledge Handbook of the Peoples and Places of Ancient Western Asia (بالإنجليزية). Routledge. ISBN:978-1-134-15908-6.
- Glenny, W. Edward (2009). Finding Meaning in the Text: Translation Technique and Theology in the Septuagint of Amos. Vetus Testamentum, Supplements (بالإنجليزية). Brill. Vol. 126. ISBN:978-9-047-42982-1. ISSN:0083-5889.
- Austin, Michel (2010) [2006]. "Seleucids. Dynasty of Macedonian Kings". In Wilson, Nigel (ed.). Encyclopedia of Ancient Greece (بالإنجليزية). Routledge. ISBN:978-1-136-78800-0.
- Wright, Nicholas L. (2011). "The Iconography of Succession Under the Late Seleukids". Coins from Asia Minor and the East: Selections from the Colin E. Pitchfork Collection. Ancient Coins in Australian Collections (بالإنجليزية). Numismatic Association of Australia. Vol. 2. ISBN:978-0-646-55051-0. Archived from the original on 2024-06-06.
- Flesher, Paul V.M. (2011). The Targums: A Critical Introduction. Studies in the Aramaic Interpretation of Scripture (بالإنجليزية). Brill. Vol. 12. ISBN:978-9-004-21769-0. ISSN:1570-1336.
- Galvin, Garrett (2011). Egypt as a Place of Refuge. Forschungen zum Alten Testament, 2. Reihe (بالإنجليزية). Mohr Siebeck. Vol. 51. ISBN:978-3-161-50816-5. ISSN:1611-4914.
- Dever, William G. (2012). The Lives of Ordinary People in Ancient Israel: When Archaeology and the Bible Intersect (بالإنجليزية). William B. Eerdmans Publishing. ISBN:978-0-802-86701-8.
- Atkinson, Kenneth (2012). Queen Salome: Jerusalem's Warrior Monarch of the First Century B.C.E. (بالإنجليزية). McFarland & Company. ISBN:978-0-786-49073-8.
- Bryce, Trevor (2012). The World of The Neo-Hittite Kingdoms: A Political and Military History (بالإنجليزية). Oxford University Press. ISBN:978-0-191-50502-7.
- Moubayed, Sami (2012). Syria and the USA: Washington's Relations with Damascus from Wilson to Eisenhower. Library of International Relations (بالإنجليزية). I.B.Tauris. Vol. 56. ISBN:978-1-780-76768-0.
- Vehlow, Katja (2013). Abraham Ibn Daud's Dorot 'Olam (Generations of the Ages). A Critical Edition and Translation of Zikhron Divrey Romi, Divrey Malkhey Yisraʾel, and the Midrash on Zechariah. The Medieval and Early Modern Iberian World (بالإنجليزية). Brill. Vol. 50. ISBN:978-9-004-22790-3. ISSN:1569-1934.
- Mumford, Gregory D. (2013). "Egypt and the Levant". In Steiner, Margreet L.; Killebrew, Ann E. (eds.). The Oxford Handbook of the Archaeology of the Levant: c. 8000-332 BCE (بالإنجليزية). Oxford University Press. ISBN:978-0-19-166255-3.
- Llewellyn-Jones, Lloyd (2013) [2012]. "Cleopatra Selene". In Bagnall, Roger S.; Brodersen, Kai; Champion, Craige B.; Erskine, Andrew; Huebner, Sabine R. (eds.). The Encyclopedia of Ancient History (13 Vols.) (بالإنجليزية). Wiley-Blackwell. Vol. III: Be-Co. ISBN:978-1-405-17935-5.
- Schafer, Elizabeth D. (2013) [1996]. "Faisal, Prince (1885-1933)". In Tucker, Spencer C.; Matysek Wood, Laura; Murphy, Justin D. (eds.). The European Powers in the First World War: An Encyclopedia (بالإنجليزية). Routledge. ISBN:978-1-135-50694-0.
- Schürer, Emil (2014) [1973]. Vermes, Geza; Millar, Fergus (eds.). The History of the Jewish People in the Age of Jesus Christ (175 B.C.-A.D. 135) (بالإنجليزية) (A New English Version ed.). Bloomsbury. Vol. 1. ISBN:978-1-472-55827-5.
- Nelson, Richard D. (2014). Historical Roots of the Old Testament (1200–63 BCE). Biblical Encyclopedia (بالإنجليزية). Society of Biblical Literature Press. Vol. 13. ISBN:978-1-628-37006-5.
- Kosmin, Paul J. (2014). The Land of the Elephant Kings: Space, Territory, and Ideology in the Seleucid Empire (بالإنجليزية). Harvard University Press. ISBN:978-0-674-72882-0.
- Mahaffy, John Pentland (2014) [1895]. The Empire of the Ptolemies (بالإنجليزية). Cambridge University Press. ISBN:978-1-10807-865-8.
- Brijder, Herman A.G. (2014). Nemrud Dagi: Recent Archaeological Research and Preservation and Restoration Activities in the Tomb Sanctuary on Mount Nemrud (بالإنجليزية). Walter de Gruyter. ISBN:978-1-614-51622-4.
- Downey, Glanville (2015) [1961]. History of Antioch (بالإنجليزية). Princeton University Press. ISBN:978-1-4008-7773-7.
- Georganas, Ioannis (2016). "Antiochus IV Epiphanes". In Phang, Sara E.; Spence, Iain; Kelly, Douglas; Londey, Peter (eds.). Conflict in Ancient Greece and Rome: The Definitive Political, Social, and Military Encyclopedia (بالإنجليزية). ABC-CLIO. ISBN:978-1-610-69020-1.
- Atkinson, Kenneth (2016). A History of the Hasmonean State: Josephus and Beyond. T&T Clark Jewish and Christian Texts (بالإنجليزية). Bloomsbury Publishing. Vol. 23. ISBN:978-0-567-66903-2.
- Kah-Jin Kuan, Jeffrey (2016) [1995]. Neo-Assyrian Historical Inscriptions and Syria-Palestine: Israelite/Judean-Tyrian-Damascene Political and Commercial Relations in the Ninth-Eighth Centuries BCE (بالإنجليزية). Wipf and Stock Publishers. ISBN:978-1-498-28143-0.
- Chrubasik, Boris (2016). Kings and Usurpers in the Seleukid Empire: The Men who Would be King (بالإنجليزية). Oxford University Press. ISBN:978-0-198-78692-4.
- McAuley, Alex (2017). "Mother Knows Best: Motherhood and Succession in the Seleucid Realm". In Cooper, Dana; Phelan, Claire (eds.). Motherhood in Antiquity (بالإنجليزية). Palgrave Macmillan. ISBN:978-3-319-48902-5.
- Alten, Elif (2017). "Revolt of Achaeus Against Antiochus III the Great and the Siege of Sardis, Based on Classical Textual, Epigraphic and Numismatic Evidence". In Laflı, Ergün; Kan Şahin, Gülseren (eds.). Archaeology and History of Lydia from the Early Lydian Period to Late Antiquity (8th century B.C.-6th century A.D.). An international Symposium May 17-18, 2017 / Izmir, Turkey. Abstracts Booklet. Colloquia Anatolica et Aegaea, Acta Congressus Communis Omnium Gentium Smyrnae (بالإنجليزية). The Research Center for the Archaeology of Western Anatolia – EKVAM. Vol. IV. OCLC:6848755244. Archived from the original on 2023-02-07.
- Ogden, Daniel (2017). The Legend of Seleucus: Kingship, Narrative and Mythmaking in the Ancient World (بالإنجليزية). Cambridge University Press. ISBN:978-1-107-16478-9.

دوريات محكمة
- F. M. Heichelheim (1944). "Numismatic Comments". Hesperia (بالإنجليزية). 13 (4): 361–364. DOI:10.2307/146704. ISSN:0018-098X. JSTOR:146704. OCLC:9970765860. QID:Q124481448.
- Alfred R. Bellinger (Jan 1945). "King Antiochus in 151/0 B. C.". Hesperia (بالإنجليزية). 14 (1): 58. DOI:10.2307/146752. ISSN:0018-098X. JSTOR:146752. OCLC:9971062174. QID:Q124481622.
- Bellinger, Alfred R. (1949). "The End of the Seleucids". Transactions of the Connecticut Academy of Arts and Sciences (بالإنجليزية). Connecticut Academy of Arts and Sciences. 38. OCLC:4520682.
- Houghton, Arthur (1987). "The Double Portrait Coins of Antiochus XI and Philip I: a Seleucid Mint at Beroea?". Schweizerische Numismatische Rundschau (بالإنجليزية). Schweizerischen Numismatischen Gesellschaft. 66. ISSN:0035-4163. Archived from the original on 2022-10-09.
- Houghton, Arthur (1993). "The reigns of Antiochus VIII and Antiochus IX at Antioch and Tarsus". Schweizerische Numismatische Rundschau (بالإنجليزية). Schweizerischen Numismatischen Gesellschaft. 72. ISSN:0035-4163.
- Hoover, Oliver D. (2000). "A Dedication to Aphrodite Epekoos for Demetrius I Soter and His Family". Zeitschrift für Papyrologie und Epigraphik (بالإنجليزية). Dr. Rudolf Habelt GmbH. 131. ISSN:0084-5388.
- Kritt, Brian (2002). "Numismatic Evidence For A New Seleucid King: Seleucus (VII) Philometor". The Celator (بالإنجليزية). Kerry K. Wetterstrom. 16 (4). ISSN:1048-0986. Archived from the original on 2018-10-13. Retrieved 2023-09-01.
- Shayegan, M. Rahim (2003). "On Demetrius II Nicator's Arsacid Captivity and Second Rule". Bulletin of the Asia Institute (بالإنجليزية). 17. ISSN:0890-4464. JSTOR:24049307. OCLC:9982564626.
- Burgess, Michael Roy (2004). "The Moon Is A Harsh Mistress– The Rise and Fall of Cleopatra II Selene, Seleukid Queen of Syria". The Celator (بالإنجليزية). Kerry K. Wetterstrom. 18 (3). ISSN:1048-0986. Archived from the original on 2021-01-06. Retrieved 2023-09-01.
- Hoover, Oliver D. (2005). "Dethroning Seleucus VII Philometor (Cybiosactes): Epigraphical Arguments Against a Late Seleucid Monarch". Zeitschrift für Papyrologie und Epigraphik (بالإنجليزية). Dr. Rudolf Habelt GmbH. 151. ISSN:0084-5388.
- Iossif, Panagiotis (2007). "Laodikai and the Goddess Nikephoros". L'Antiquité Classique (بالإنجليزية). Association L'Antiquité Classique. 76 (1). ISSN:2295-9076. Archived from the original on 2024-12-08.
- Oliver D. Hoover (2007). "Revised Chronology for the Late Seleucids at Antioch (121/0–64 BC)". Historia (بالإنجليزية). 56 (3): 280–301. DOI:10.25162/HISTORIA-2007-0021. ISSN:0018-2311. OCLC:9287047069. QID:Q124485771.
- Matthew J. Suriano (2007). "The Apology of Hazael: A Literary and Historical Analysis of the Tel Dan Inscription". Journal of Near Eastern Studies (بالإنجليزية). 66 (3): 163–176. DOI:10.1086/521754. ISSN:0022-2968. OCLC:8088306514. S2CID:162347286. QID:Q124485827.